# Marcgravia
Marcgravia ist eine Pflanzengattung innerhalb der Familie Marcgraviaceae. Die etwa 60 Arten der Gattung sind von Zentralamerika bis Südamerika, einschließlich der Westindischen Inseln verbreitet. Nur ein bis zwei Arten, Marcgravia trinitatis und möglicherweise die jamaikanische Marcgravia brownei werden gewöhnlich wegen der ungewöhnlichen Blütenstände in Europa kultiviert.

## Beschreibung

### Vegetative Merkmale
Marcgravia-Arten wachsen beispielsweise als Lianen. Anders als die anderen Gattungen der Familie Marcgraviaceae, die eine schwach ausgeprägte Tendenz zu Heterophyllie zeigen können, ist diese bei Marcgravia ausgeprägt: Kleinblättrige junge Sprossachsen mit Adventivwurzeln klettern am Substrat, während ältere Sprossachsen mit größeren Blättern ohne Wurzeln am Substrat hängen und schließlich Blütenstände bilden können.
Die Blätter sind zweizeilig angeordnet. Die an den sterilen Ranken sind schmal, dünn, sitzend und meist asymmetrisch herzförmig, die an den fertilen sind größer und dicker, oft am vorderen Ende Spitz.

### Generative Merkmale
Die Blütenstände sind doldenförmig, die Blüten lang gestielt. Bei den inneren, zum Zentrum gelegenen Blüten sind die Nektarien (Nektardrüsen) gut entwickelt, bei den äußeren fehlen sie. Die Nektarien sind länglich kannenförmig oder schiffchenförmig. Die 4 Kelchblätter sitzen kreuzgegenständig, die 4 Kronblätter sind zu einer Kappe verwachsen. Fruchtknoten mit 3 bis 20 Fruchtknotenfächer und vielen Samenanlagen je Fach. Je Frucht können sechs bis viele Samen enthalten sein.

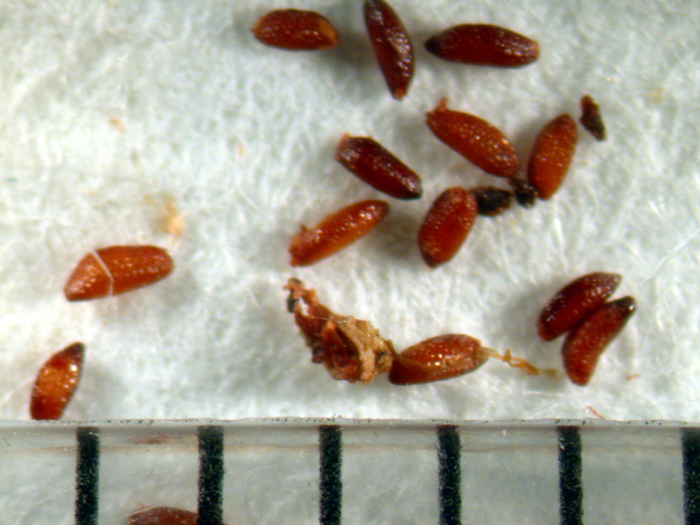
Samen von Marcgravia pittieri

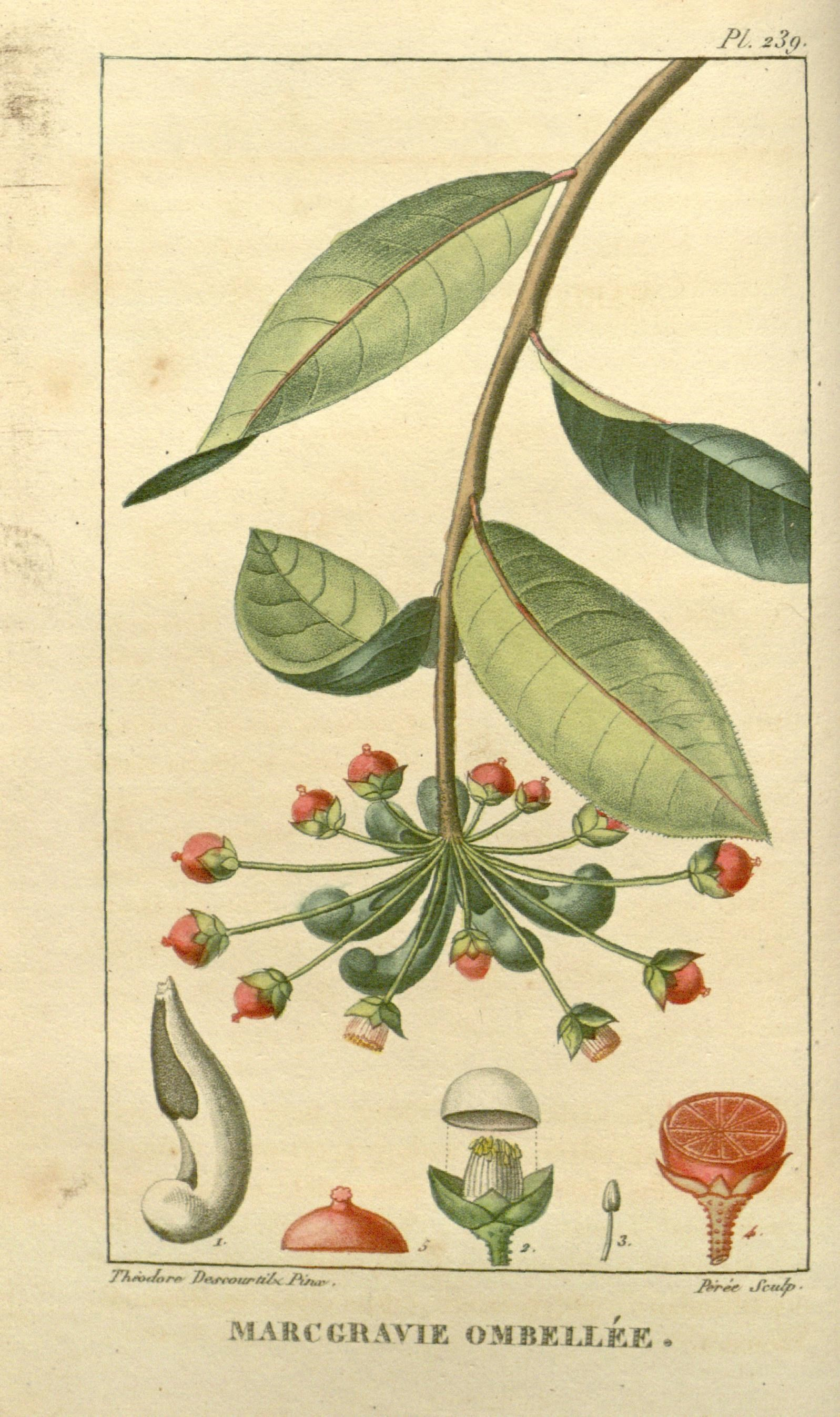
Illustration von Marcgravia umbellata

## Ökologie
Die Gattung Marcgravia gilt seit den frühen Beobachtungen von Thomas Belt 1874 in Nicaragua als klassisches Beispiel für die Vogelbestäubung (Ornithophilie). Allerdings wurde inzwischen deutlich, dass verschiedene Marcgravia-Arten an unterschiedliche Bestäubungsmethoden angepasst sind. Abhängig von Struktur und Farbe des Blütenstandes, der Nektarmenge und dem Zeitpunkt der Blüte. Es wurde beobachtet, dass auch Fledermäuse und Opossums zu den Bestäubern gehören.

## Systematik und botanische Geschichte
Es gibt 2 Untergattungen mit etwa 60 Arten in der Gattung Marcgravia. Typusart der Gattung ist Marcgravia umbellata L. . Erstbeschrieben wurde sie von Carl von Linné 1753 in Species Plantarum, Band 1 auf Seite 503. Der Gattungsname Marcgravia ehrt den deutschen Naturforscher Georg Marggraf (auch Markgraf oder Marcgraf), der 1638 Brasilien bereiste.